# Németh János (vízilabdázó)
Németh János (Budapest, 1906. június 12. – Madrid, 1988. március 5.) kétszeres olimpiai bajnok vízilabdázó, edző.
1921-ben Lágymányoson kezdett el úszni a Nemzeti SC-ben. 1923-ban mutatkozott be az egyesület vízilabda csapatában, a magyar bajnokságban. 1925-ben bronzérmet szereztek az OB I-ben. 1926-tól az Újpesti TE játékosa lett. 1928-ban bekerült a válogatott bő keretébe, de az olimpiára nem jutott ki. Klubcsapatával 1930 és 1939 között sorozatban nyerték meg a magyar bajnokságot. 1929 és 1939 között 105-ször szerepelt a magyar válogatottban. Az 1932. évi nyári olimpiai játékokon, Los Angelesben, majd az 1936. évi nyári olimpiai játékokon, Berlinben is az olimpiai bajnoki címet nyert magyar csapat tagja volt. Emellett három Európa-bajnoki címet is szerzett. 1940-től 1945-ig a Ferencvárosi TC vízilabdázója volt.
Sportolói pályafutása után kétszer is – 1942 és 1943 között, majd 1948-ban – a magyar vízilabda-válogatott szövetségi kapitánya volt. Csapatával olimpiai ezüstérmet szerzett. Később a Ferencváros edzéseit is vezette. Az újpesti kórház gondnokaként dolgozott, majd a Városi Tanács SK vezetője lett. 1956 után Spanyolországban telepedett le és a Spanyol Úszó Szövetségnél lett állami edző.
1981-ben Komjádi aranycsapata címmel  kiadta az első olimpiai bajnok magyar vízilabdacsapatról írt visszaemlékezéseit. 1969-ben az Úszó Hírességek Csarnoka tagjává választották.

## Sporteredményei
- kétszeres olimpiai bajnok (1932, 1936)
- háromszoros Európa-bajnok (1931, 1934, 1938)
- tizenegyszeres magyar bajnok (1930, 1931, 1932, 1933, 1934, 1935, 1936, 1937, 1938, 1939, 1944)
- Magyar kupa-győztes (1929, 1936)

## Díjai, elismerései
- Az Úszó Hírességek Csarnokának tagja (1969)